# Erna Lugebiel

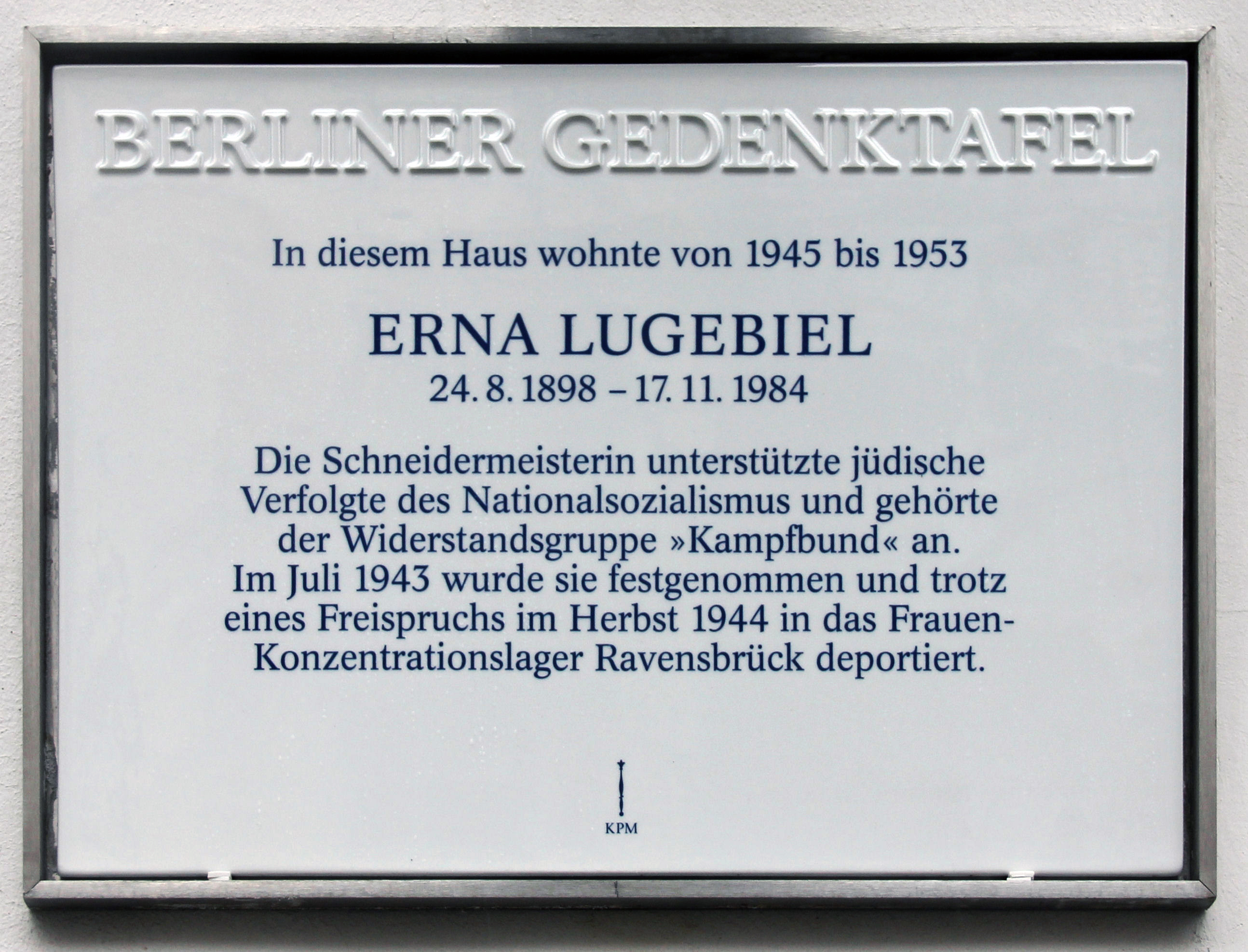
Berliner Gedenktafel am Haus, Grolmanstraße 28, in Berlin-Charlottenburg

Erna Lugebiel geborene Voley (* 24. August 1898 in Berlin als Erna Johanna Martha Voley; † 1984 ebenda) war eine deutsche Widerstandskämpferin und 1944–1945 Häftling im KZ Ravensbrück.

## Leben
Erna Lugebiel wuchs in einer Berliner Großbäckerfamilie auf und erlernte das Schneiderhandwerk, worin sie den Meistertitel erhielt. Durch ihren eigenen Betrieb hatte Lugebiel viele Kontakte zu in der Berliner Mode- und Bekleidungsbranche, zu der in dieser Zeit viele jüdische Firmen gehörten. Mit Beginn der Verfolgung jüdischer Menschen, unterstützte sie Verfolgten und ohne Rücksicht auf drohende Repressalien. Ab 1933 organisierte sie Lebensmittel, Kleidung und andere Dinge und versteckte von Verfolgung betroffene Menschen. Sie nahm eine jüdische Mutter mit deren Kind auf und half mit ihrem sozialen Engagement vielen Menschen.
Nach ihrer Scheidung 1935 war Erna Lugebiel alleinerziehend und wurde als Telefonistin von der Wehrmacht dienstverpflichtet. 1940 schloss sich Erna Lugebiel der kommunistischen Widerstandsgruppe Kampfbund um Erich Prenzlau an. Am 29. Juli 1943 wurde sie verhaftet und war in verschiedenen Berliner Haftanstalten inhaftiert. Trotz eines Freispruchs wurde sie 1944 in das Frauen-KZ Ravensbrück gebracht. Dort wurde sie eine der Stubenältesten und arbeitete im Krankenrevierblock. Sie nutzte ihre Position, um sich für die ihr unterstellten Frauen einzusetzen.
Erna Lugebiel blieb mit ihren ehemaligen Leidensgenossinnen immer in Verbindung. Gemeinsam mit ihrer Tochter Ingrid Rabe-Lugebiel setzte sie sich bis zu ihrem Tod für die gesellschaftliche Anerkennung der Lagerhäftlinge ein und engagierte sich für die Vergangenheitsbewältigung.
Am 4. März 2021 wurde an ihrem ehemaligen Wohnort, Berlin-Charlottenburg, Grolmanstraße 28, eine Berliner Gedenktafel enthüllt.

## Film
- Die Stubenälteste von Block 7 Frauenkonzentrationslager Ravensbrück. VHS-Videokassette, 85 min, Bundesrepublik Deutschland 1983. Inhaltsangabe: Die Berlinerin Erna Lugebiel und ihre Tochter berichten über Erlebnisse aus der Zeit der Weimarer Republik und der nationalsozialistischen Machtergreifung. Dabei kommen ihr Widerstand und ihre Hilfe für Verfolgte im NS-Staat sowie ihre Inhaftierung im Frauenkonzentrationslager zur Sprache.